# 45 años de un Coco
45 años de un Coco fue un programa de televisión chileno que se exhibió por el canal TVN para festejar los cuarenta y cinco años de carrera del humorista Coco Legrand. El espacio también sirvió como el punto de inicio del retiro definitivo del artista de los escenarios. Se estrenó el jueves 3 de marzo de 2016 a las 23:30 horas con un peak de audiencia de 13 puntos y un promedio de 11,2. La noche de su lanzamiento, también fue tendencia nacional en Twitter. Contó con cuatro episodios, finalizando el jueves 31 de marzo de 2016.

## Promoción
El martes 9 de febrero de 2016 se lanzó el spot publicitario del programa, en el cual se mostraba a Coco Legrand arriba de una motocicleta. Luego, aparecían el nombre del espacio y la frase Nos hará reír de lo que hoy nos hace llorar.

## Episodios
| N.º | Título                                   | Fecha de emisión original | Audiencia (puntos) |
| --- | ---------------------------------------- | ------------------------- | ------------------ |
| 1 | «Una vida llena de humor»                | 3 de marzo de 2016        | 11,2               |
| Se recuerdan los inicios de su carrera en 1972, con veinticuatro años de edad; algunos momentos vividos en el Festival de Viña del Mar; sus rutinas en el programa Rojo VIP; y los personajes Lolo Palanca y Cuesco Cabrera. |                                          |                           |                    |
| 2 | «El pueblo de un Coco»                   | 10 de marzo de 2016       | —                  |
| Se repasaron rutinas como La década de un Coco y Qué se teje, en donde se retrata a la sociedad chilena como materialista y machista, y que pretende ser algo que no es. También, se revisó un espectáculo en el que se disfrazó de araña. Además, se recordaron anécdotas vividas con el expresidente chileno Eduardo Frei Ruiz-Tagle, en el Hotel Gala de Viña del Mar y el Congreso Nacional de Chile. |                                          |                           |                    |
| 3 | «Anécdotas de un Coco en Festival»       | 17 de marzo de 2016       | —                  |
| Se retransmite la presentación en el Festival de Viña del Mar 2010. |                                          |                           |                    |
| 4 | «Terrícolas, corruptos pero organizados» | 31 de marzo de 2016       | —                  |
| Se presenta un espectáculo teatral protagonizado por un extraterrestre que hace un repaso por la actualidad chilena. |                                          |                           |                    |